# Stazione di Morosolo-Casciago
Stazione di Morosolo-Casciago vasútállomás Olaszországban, Lombardia régióban, Morosolo településen.

## Vasútvonalak
Az állomást az alábbi vasútvonalak érintik:
- Saronno-Laveno-vasútvonal

## Kapcsolódó állomások
A vasútállomáshoz az alábbi állomások vannak a legközelebb:
- Stazione di Barasso-Comerio
- Stazione di Varese Casbeno